# Портмадог

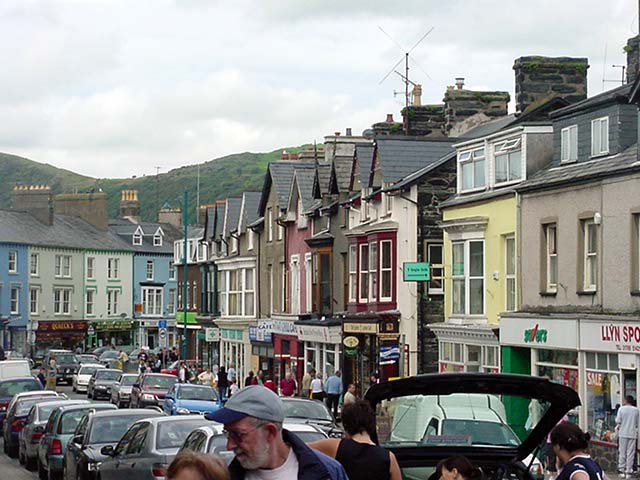
Хайстрит в Портмадоге

Портма́дог (валл. Porthmadog, англ. Porthmadog) — город и община в графстве Гуинет, что на севере Уэльса. Известен с 1811 года, как морской порт, обеспечивавший вывоз продукции из окрестных сланцевых карьеров. Расположен в устье реки Гласлин на берегу залива Тремадок. К северу и востоку от Портмадога находится национальный парк Сноудония, соединённый с городом историческими железными дорогами: Фестиниогской и Валлийской нагорной. Такое расположение делает Портмадог привлекательным туристическим объектом.
Община, возглавляемая Портмадогом, включает в себя несколько окрестных деревень: Тремадог, Борт-и-Гест и Морва-Бихан. Община невелика и, согласно данным 2001 года, насчитывает 4187 жителей.

## История

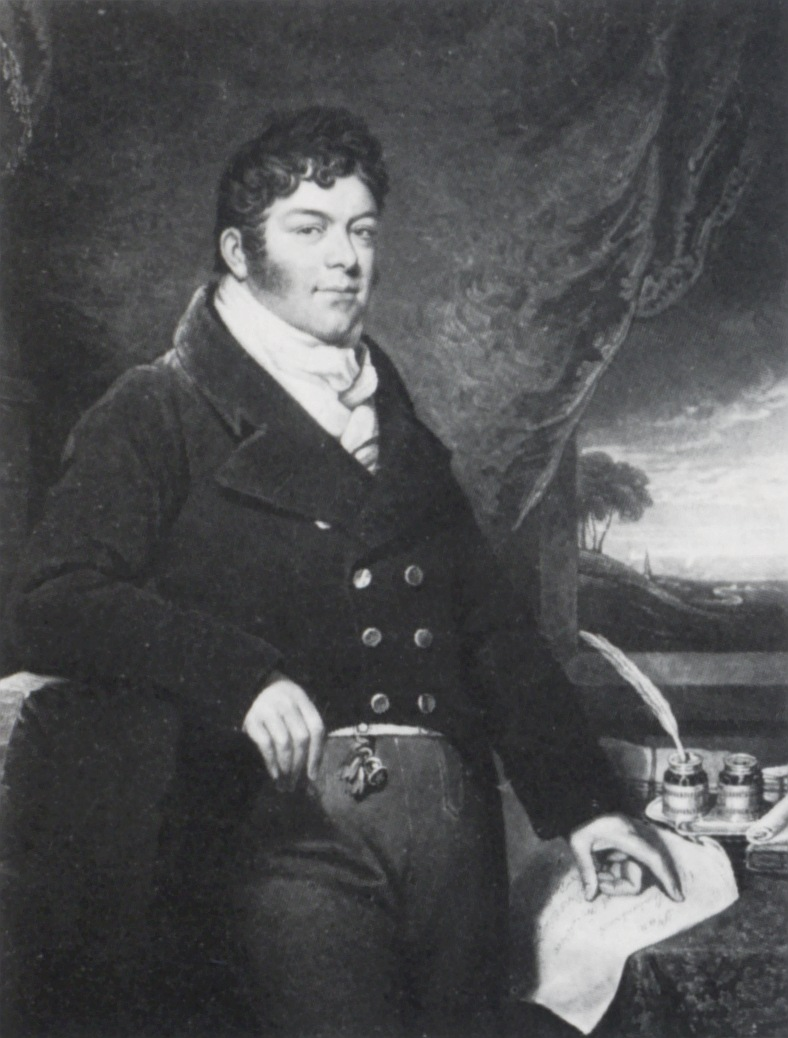
Основатель города — Вильям Александр Мэдокс.

История Портмадога, равно как и окрестных деревень, началась в ноябре 1811 году, когда Вильям Мэдокс, состоятельный валлиец родом из Денбишира, закончил сооружение дамбы в Тремадокском заливе. Дамба, возводившаяся с 1807 года и названная в просторечии «Глыбой» (the Cob), отделила устье реки Гласлин от моря, образовав тем самым польдер «Великие Пески» (Traeth Mawr). Река получила при этом новое русло и была пропущена к Тремадокскому заливу под мостом, соединившим западный конец дамбы с материком. Портмадог, тогда носивший другое название: Инис-и-Тиуин (Ynys-y-Tywyn), начал строиться именно в этом месте — рядом с естественной гаванью, проходимой для морских судов.
В 1821 году вышел Парламентский акт о новом городском имени — Инис-и-Тиуин стал Порт-Мэдоком (Port Madoc — английский вариант произношения названия), — а в 1825 году в Порт-Мэдоке появился первый частный причал, куда построившая его компания начала свозить добытые ею сланцы. В скором времени всё побережье от Порт-Мэдока и почти до самой деревни Борт-и-Гест превратилось в череду частных причалов, куда с гор спускали сланцы и затем грузили на парусные суда.
В 1836 году, когда от Порт-Мэдока к Блайнай-Фестиниогу — местному центру добывающей промышленности — провели Фестиниогскую железную дорогу, транспортировка сланцев изрядно облегчилась и достигла весьма значительных объёмов. В 1857 и 1864 годах к Фестиниогской дороге прибывились ещё две узкоколейных линии: Горсетайская (Gorseddau Tramway) и Кройсорская (Croesor Tramway) трамвайные, впоследствии ставшие составной частью Валлийской нагорной железной дороги, а в 1867 году в город протянули будущую Кембрийскую линию (Cambrian Line) стефенсоновской колеи, и уже в 1873 году экспорт сланцев через Порт-Мэдок достиг 117800 тонн.

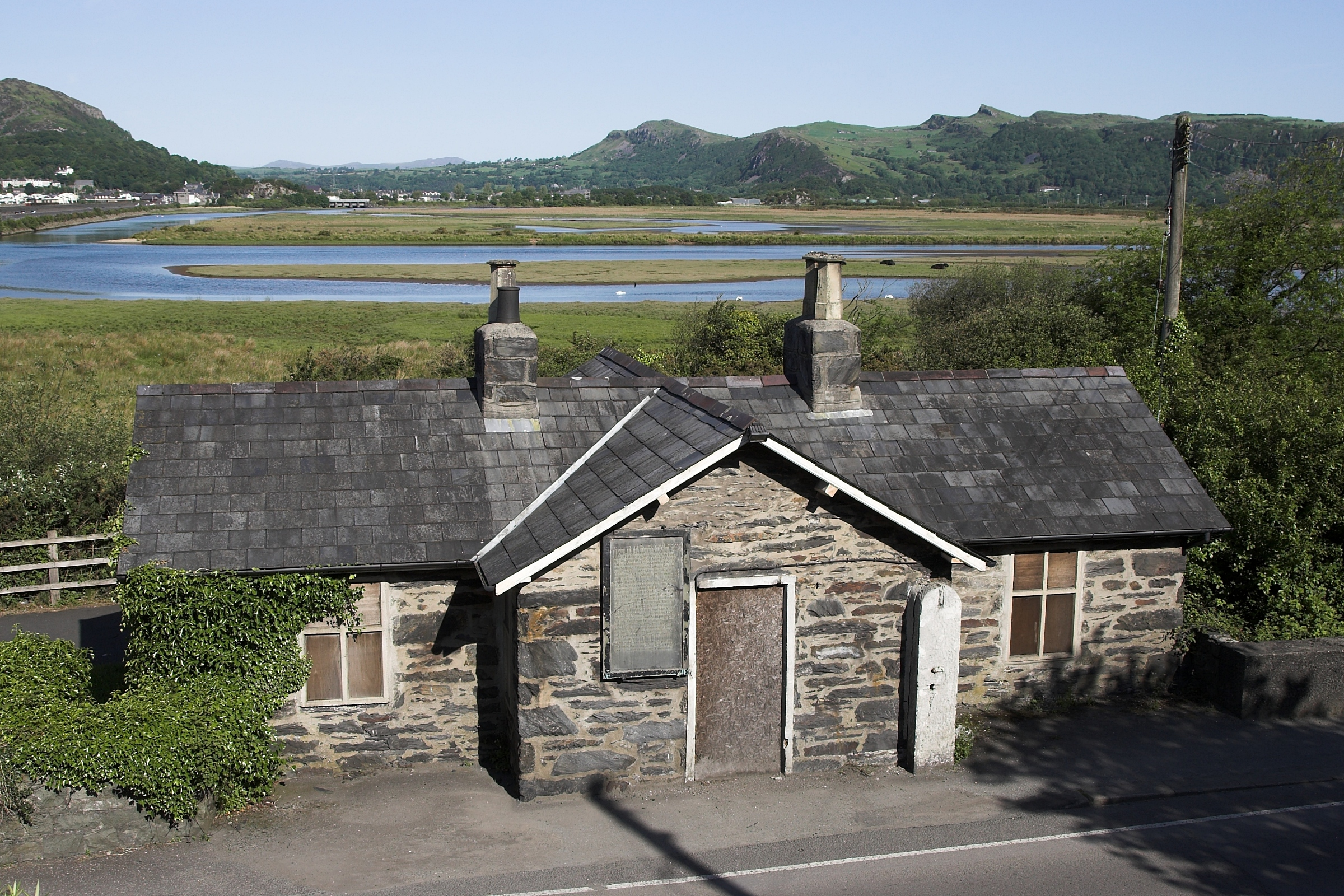
Прежняя портовая таможня.

Суда для перевозки сланцев строили здесь же, в Порт-Мэдоке. Это были трёхмачтовые шхуны, называемые «Яхтами Западного океана» (Western Ocean Yachts). Последняя из этих шхун сошла с портмадогских стапелей в 1913 году, незадолго до того, как спрос на сланцы резко упал. Вслед за падением спроса начали закрываться сланцевые железные дороги: в 1937 году — Валлийская горная, в 1946 году — Фестиниогская.
С повторным открытием Фестиниогской дороги в 1955 году — уже как исторической — Порт-Мэдок начал постепенно развиваться как туристический центр, и в 1974 году получил нынешнее, близкое по произношению к валлийскому, наименование: Портмадог.

## География
Столица графства, город Карнарвон, лежит в 32 километрах к северу от Портмадога и соединён с ним региональным шоссе A487, а также Валлийской нагорной железной дорогой. Блайнай-Фестиниог — в 18 километрах к северо-востоку по тому же шоссе. Кроме того, к нему от Портмадога идёт Фестиниогская железная дорога, проложенная по территории национального парка Сноудония. Кембрийская линия национальных железных дорог связывает город на западе с небольшим городком Пуллхели, а на востоке — с Уэлшпулом и Англией.
Городской климат — умеренный морской, формируемый под влиянием близко протекающего Гольфстрима. Устье реки Гласлин содержит отложения, принесёные с гор в конце последнего ледникового периода и служащие приютом для перелётных птиц: кулика-сороки, красноножки, большого кроншнепа и — летом — пестроносой крачки.

## Достопримечательности

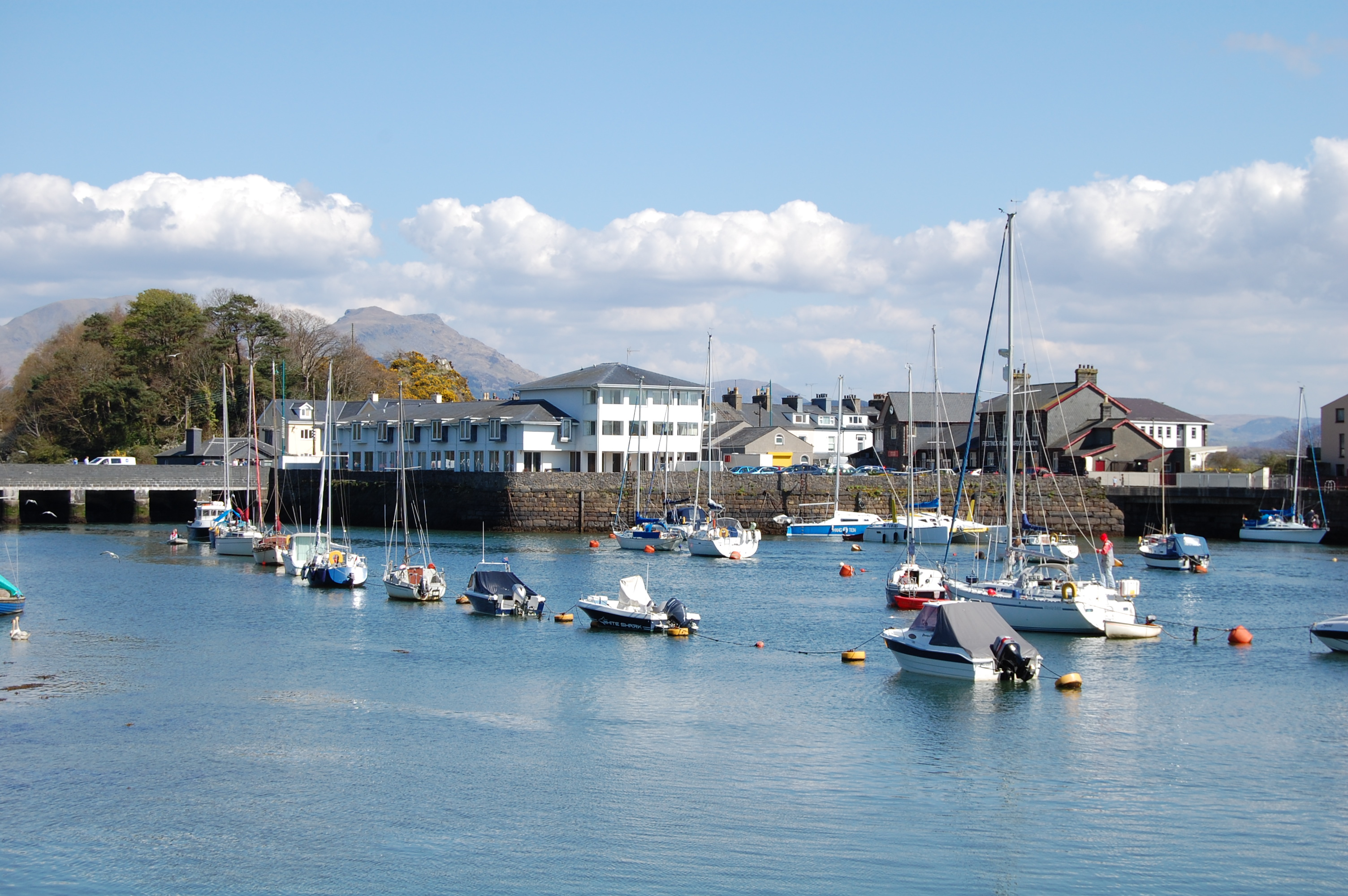
Гавань Портмадога. В центре — полуостров Мадог (Ynys Мadog), слева — мост над рекой Гласлин, серое здание справа — станция Фестиниогской железной дороги.

Главной достопримечательностью Портмадога является его гавань, которая мало изменилась с XIX века и позволяет увидеть, как в те времена был устроен порт, приспособленный для вывоза полезных ископаемых. Здесь сохранились — частью в перестроенном виде — здания таможни и офисов Пен-Кей (Pen Cei). В гавани расположен вокзал Фестиниогской железной дороги — «Портмадогская портовая станция». Отсюда идёт соединительная ветка к железным дорогам: Валлийской нагорной и Валлийской нагорной музейной, — проложенная прямо по городским улицам. Вокзал Валлийской нагорной музейной дороги расположен рядом со станцией Кембрийской Прибрежной линии.